# براينت ستيث
براينت ستيث (بالإنجليزية: Bryant Stith) مواليد 10 ديسمبر 1970 في إمبوريا، هو لاعب كرة سلة أمريكي سابق تحول إلى التدريب بعد الاعتزال بدأ مسيرته الاحترافية في سنة 1992. يبلغ طوله 6 قدم 5 بوصة (2.0 م). مثّل منتخب بلاده. اعتزل اللعب في 2002.

## فرق لعب لها
- دنفر ناغتس
- بوسطن سيلتكس
- كليفلاند كافالييرز

## الميداليات
| الميدالية | المسابقة                         |
| --------- | -------------------------------- |
| برونزية   | بطولة كأس العالم لكرة السلة 1990 |

## روابط خارجية
- براينت ستيث على موقع الاتحاد الدولي لكرة السلة (الإنجليزية)
- براينت ستيث على موقع إن بي أي (الإنجليزية)
- براينت ستيث على موقع سبورتس رفرنس (الإنجليزية)
- براينت ستيث على موقع كرة السلة الأوروبية.كوم (الإنجليزية)
- براينت ستيث على موقع كلية كرة السلة في سبورتس رفرنس.كوم (الإنجليزية)
- براينت ستيث على موقع ريلجم (الإنجليزية)
- براينت ستيث على موقع بروبوليرز (الإنجليزية)
- براينت ستيث على موقع قاعة فرجينيا للمشاهير الرياضية (الإنجليزية)